# Coleophora motacillella
Coleophora motacillella is een vlinder uit de familie van de kokermotten (Coleophoridae). De wetenschappelijke naam werd in 1849 gepubliceerd door Philipp Christoph Zeller.
De soort komt voor in Centraal en Oost-Europa en in Siberië.